# Радилевич, Круно
Круносла́в Радиле́вич (серб. Крунослав Радиљевић; 16 ноября 1931, Мостар — 1990) — югославский футболист, играл на позиции полузащитника. Серебряный призёр Олимпийских игр 1956 года.

## Биография

### Клубная карьера
Радилевич всю футбольную карьеру играл за «Вележ», в составе которого играл 16 сезонов, но не выиграл никаких титулов. Всего за эту команду в чемпионате Югославии Радилевич сыграл 296 матчей и забил 24 гола.
В этом же клубе он завершил карьеру в 1965 году в возрасте 34 лет.

### Карьера в сборной
В составе сборной Югославии принимал участие на Олимпиаде 1956 года, но на турнире не сыграл ни в одном из матчей. По итогам футбольного турнира сборная Югославии дошла до финала, в котором проиграла сборной СССР со счётом 1:0. Всего за сборную Югославии сыграл 4 матча, в которых не забил ни одного мяча.

## Достижения
Югославиия
- Серебряный призёр Олимпийских игр (1): 1956